# Robert III Ballard
Pour les articles homonymes, voir Robert Ballard et Ballard.
Robert III Ballard est un imprimeur-libraire parisien, spécialisé dans la musique, né vers 1610, actif de 1639 à 1672 et mort le 2 novembre 1672.

## Biographie

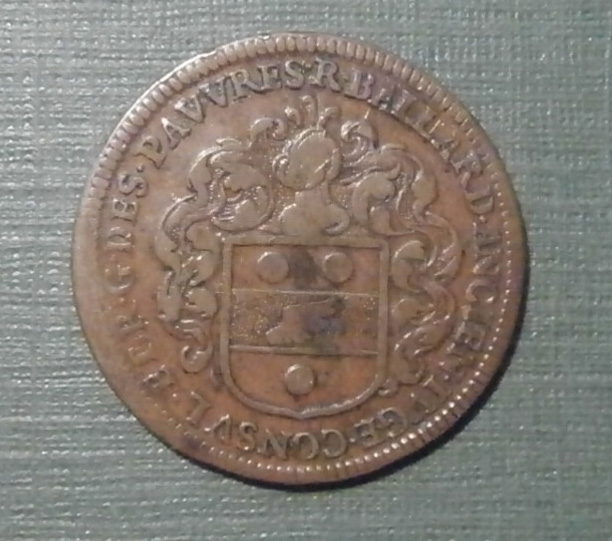
Jeton de cuivre au nom de Robert III Ballard.

Né vers 1610, fils de Pierre I Ballard et de Sansone Coulon, Robert III a commencé sa carrière dans des trafics mal identifiés mais qui eurent pour conséquence de l’endetter considérablement... Robert III se marie trois fois : la première fois en février 1631 avec une fille de sa belle-mère Anne Guyot (seconde épouse de Pierre I Ballard, et la troisième fois en septembre 1640 avec Marie Robinot, belle-sœur de l'imprimeur Pierre Rocolet, imprimeur du Roi et de la ville de Paris.
En 1639, il reçoit à la mort de son père la charge de seul Imprimeur du Roi pour la musique et exploite dès lors l'atelier de la rue Saint-Jean-de-Beauvais.
De 1639 à 1657, il travaille en association avec sa belle-mère Anne Guyot, date à laquelle elle lui vend ses parts.
En 1669, Robert III obtient la charge de noteur de la chapelle du Roi. Il est élu en 1646 et en 1649 adjoint au syndic de la Communauté des libraires et imprimeurs de Paris, dont il devient syndic de 1652 à 1657. Il est l’objet de plusieurs pamphlets et de quelques inimitiés, étant jugé comme trop permissif dans sa gestion lors de l'affaire des Provinciales et lors des troubles de la Fronde.
Parallèlement, il est élu en 1650 pour un an consul de la juridiction des marchands de la ville de Paris, puis devient juge-consul en 1666. Sa notoriété lui vaut d’être vers 1664-1667 le receveur général du Grand bureau des Pauvres de la ville et faubourgs de Paris, de même entre 1659 et 1670 administrateur civil de l'hôpital Saint-Jacques aux Pèlerins.
Il meurt le 2 novembre 1672, laissant son atelier et sa charge à son fils Christophe Ballard.

## Production
Sous sa direction, la production de l'atelier Ballard se diversifie significativement (mais reste centrée sur la musique).

### Musique sacrée
Robert III imprime des liturgies, et notamment une série de graduels et d’antiphonaires préparés par Guillaume-Gabriel Nivers à partir de 1658 (collection qui sera poursuivie jusqu’en 1736), ainsi que quelques volumes destinés aux congrégations de religieuses, notamment les Bénédictines du Val-de-Grâce et les religieuses de la Visitation. Il publie également des méthodes de plain-chant (de François Bouillon, François Bourgoing, Etienne Drouaux).
Robert III reprend et perpétue la collection des messes en  format in-folio commencée sous Adrian Le Roy et Robert Ballard puis continuée par Pierre I Ballard, avec, notamment, des messes de Artus Aux-Cousteaux, Jean Cathala, François Cosset, Henri Frémart et Jean Quinart. Il publie également des recueils de motets mais en faible nombre ; ils émanent surtout de Aux-Cousteaux, Henry Du Mont et Jean-Baptiste Geoffroy. Ils ressortent de la mouvance des Jésuites (pour Geoffroy) ou annoncent  la tradition du petit et du grand motet versaillais avec Du Mont et Louis-Nicolas Blondel.

### Musique spirituelle

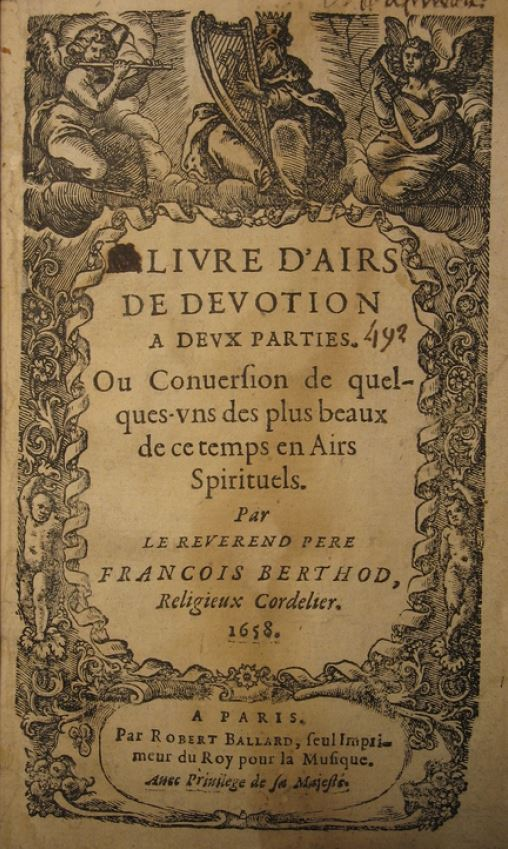
Le IId livre d'airs de dévotion de François Berthod (1658).

Cette musique est publiée en quantité réduite ; on y trouve encore des psaumes de Claude Le Jeune, de Guillaume Lusson, de Jacques de Gouy, François Berthod, Denis Macé, Henry Du Mont, Denis Lefébure ou Artus Aux-Cousteaux. La plupart de ces volumes seront encore disponibles en 1699 et 1728, après avoir été recueillis.

### Musique profane
Robert III continue la collection des Chansons pour danser et pour boire commencée par Pierre I en 1627, jusqu’en 1669, et dans les années 1660 avec l’aide du compositeur Bertrand de Bacilly. Il publie également des recueils de chansons dus à François de Chancy, Guillaume Michel, André de Rosiers notamment.
Les recueils d’airs polyphoniques, qui avaient paru très nombreux du temps de Pierre I, commencent  à se raréfier ; on peut encore citer les volumes d’airs sérieux et à boire de François de La Roche, Jean de Cambefort, Denis Lefébure, Constantijn Huygens, Joseph Chabanceau de La Barre, Nicolas Métru, Étienne Moulinié et Jean Sicard. En 1658 commence une nouvelle collection d'Airs de différents auteurs à deux parties, qui deviendra très célèbre et continuera jusqu’en 1694 par Christophe Ballard.
À partir de 1661, Robert III participe avec d’autres imprimeurs à l’édition des Recueils de vers mis en chant, des volumes qui compilent des centaines de pièces poétiques qui avaient été mises en musique par divers compositeurs.
À cela s’ajoutent quelques traités ou méthodes de musique (notamment de La Voye-Mignot, Guillaume-Gabriel Nivers et Antoine Parran) ; de même la boutique imprime et vend divers formats de papiers à musique imprimés (pour le plain-chant, la musique ou les tablatures) dont on trouve des témoins dans de nombreux manuscrits copiés à cette époque.

### Musique dramatique

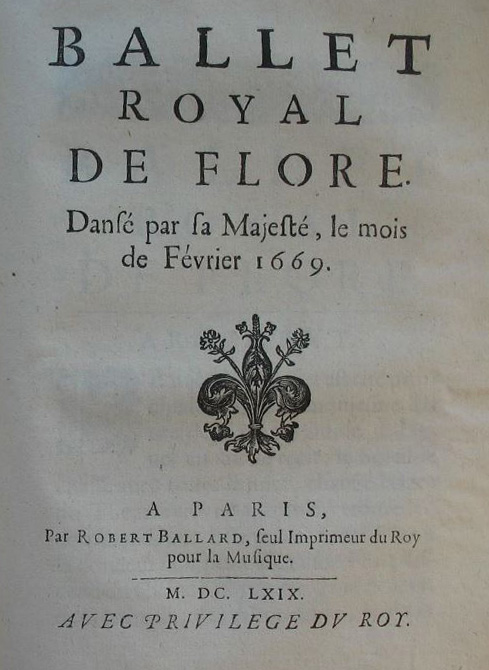
Le Ballet royal de Flore d'Isaac de Benserade (1669).

À cette époque les ballets et les opéras italiens montés à la Cour dans les diverses résidences du Roi sont nombreux (œuvres de Francesco Buti, Pierre Corneille, Isaac de Bensérade, Pierre Perrin et Molière...) ; Robert III en imprime presque systématiquement les livrets à partir de 1658. Les musiques de scène, en revanche, sont presque toujours restées manuscrites, et donc souvent perdues.

### En dehors de la musique
Les presses de Robert III impriment encore de nombreux édits royaux, parfois recueillis en volumes dans les années 1670. De plus, L’Imitation de Jésus-Christ de Pierre Corneille fait l’objet de nombreuses éditions partielles d’abord puis complètes entre 1654 et 1673, Robert III en ayant obtenu le privilège pour 20 ans très rémunérateur.

### Musiciens, poètes et librettistes publiés avec au moins un volume à leur nom
Artus Aux-Cousteaux - Bertrand de Bacilly - Jean-Louis Guez de Balzac - Angelo Michele Bartolotti - Isaac de Benserade - François Bertaut - François Berthod - Charles Beys - Louis-Nicolas Blondel - Antoine Boësset - François Bouillon - Valentin de Bournonville - Innocent Boutry - Jean Boyer - Georges de Brébeuf - Guillaume Marcoureau dit Brécourt - Joachim Brille - Francesco Buti - Jean de Cambefort - Robert Cambert - Jean Cathala - François de Chancy - Nicolas Chastelet - Pierre Cheneveuillet - Pierre Corneille - François Cosset - Antoine de Cousu - Jean Cuny - Pierre Dagneaux - Dauzat - Charles Coypeau d’Assoucy - Jean II Denis - Étienne Drouaux - Étienne Du Chemin - Du Loir - Henry Du Mont - Du Teil de Vaux - Gabriel Expilly - A. Fleury - Nicolas Fleury - Henri Frémart - Annibal Gantez - Jean-Baptiste Geoffroy - Joseph Girardin - Thomas Gobert - Antoine Godeau - Jacques de Gouy - Henry Guichard - Cl. Guyot - Charles d'Helfer - Nicolas Hotman - Constantijn Huygens - Jacques Huyn - Sauvaire Intermet - Irénée d'Eu - Joseph Chabanceau de La Barre - La Marre (compositeur) - François de La Roche - Antoine Lardenois - N. Lartigault - Orlande de Lassus - Pierre Laurent - Benjamin de La Villatte - De La Voye-Mignot - Louis Le Blanc - Denis Lefebvre - Claude Le Jeune - Louis-Isaac Lemaistre de Sacy - Louis-Nicolas Le Prince - Nicolas Le Prince - Nicolas L’Escalopier - Pierre Le Tellier - Camillo Lilli - Nicolas Levavasseur - Jean-Baptiste Lully - Guillaume Lusson - Denis Macé - François Martin - Jean Martin - Pierre Matthieu - Jacob Mentel - Marin Mersenne - Nicolas Métru - Guillaume Michel - Jean Mignon - Nicolò Minato - Molière - Louis Mollier - Étienne Moulinié - Guillaume-Gabriel Nivers - Nicolas Parisot - Antoine Parran - A. Marc Pelone - Pierre Perrin - Pinard - Jean Quinart - Philippe Quinault - Mathieu Quinot - André de Rosiers, sieur de Beaulieu - Saint-Martin d’Arène - J. Sicard - Israël Silvestre - François Thibault - Jacopo Torelli.
À ces musiciens s'ajoutent de nombreux autres, qui n'apparaissent que dans les recueils collectifs.

## Matériel typographique
Globalement, le matériel typographique et l'ornementation typographique utilisés dans l’atelier change peu par rapport à ce qu’ils étaient sous Pierre I, avec notamment sept polices de plain-chant ou de musique figurée adaptées aux formats in-folio, in-quarto ou in-octavo, et deux tablatures pour luth. On remarque l’usage de la gravure dans les deux premiers livres d'orgue de Nivers (1661, 1667) : ils sont gravés par Luders, en sous-traitance de l’atelier Ballard.

## Charges, privilèges et concurrence

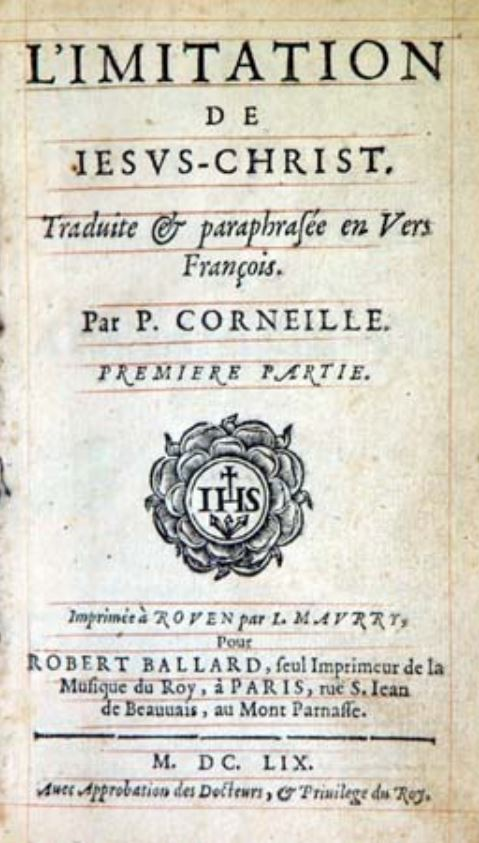
Une de ses éditions de lImitation de Jésus-Christ de Pierre Corneille (1659).

Comme son père Pierre I, Robert III Ballard reçoit le 24 octobre 1639 un privilège pour l’impression de la musique dont il se servira jusqu’à sa mort. Ce privilège, assez dissuasif envers la concurrence, associé à sa charge de seul imprimeur du roi pour la musique, l’ont conduit à profiter d’une situation de quasi-monopole, qui ne fut contestée que par les Sanlecque.
C’est sous Robert III que le procès tenu entre l’atelier Ballard et l’atelier des Sanlecque, commencé sous Pierre I, est continué et... jamais conclu. Jacques II de Sanlecque imprime quelques éditions musicales sans que Robert III réussisse à l’en empêcher. C’est aussi à cette époque, à partir de 1660, que paraissent les premières éditions musicales gravées - l'exercice de la gravure était libre de tout privilège et le restera - ceci constituant les débuts d’une concurrence de plus en plus forte, qui finira par éliminer le procédé typographique au cours du XVIIIe siècle.
On observe dans les inventaires de l’atelier que de nombreux caractères de musique avaient été rachetés aux concurrents, pour assécher le marché de la typographie musicale. De nombreux imprimeurs de province considéraient comme impossible de publier de la musique, le privilège de Robert III et sa situation monopolistique les en ayant dissuadé.